# دالیان‌شکاری
دالیان‌شکاری (نام علمی: Dalianraptor) (به معنی دزد دالیان) یک سرده مشکوک از پرندگان پیشاتاریخ است که حدود ۱۲۰ میلیون سال پیش در چین زندگی می‌کردند، در دوره کرتاسه اولیه که در سازند جیوفوتانگ چین یافت شد که در ابتدا پیش از توصیف آن، تصور می‌شد یک دونده‌خزنده ممکن است. این بسیار شبیه پرنده‌بالان Jeholornis پرنده جهول‌پرنده است، اگرچه دارای بند انگشت I بلندتر (معادل شست) و اندام‌های جلویی کوتاه‌تر است، که نشان می‌دهد ممکن است بدون پرواز بوده باشد. با رسیدن به حدود ۸۰ سانتیمتر (۳۱ اینچ) از نظر طول، در صخره‌های سازند جیوفوتانگ در استان لیائونینگ یافت شد.